# Neuville (Québec)
Neuville is een Canadese stad, gelegen langs de Saint Lawrence in de buurt van de agglomeratie Québec, is de oostelijke toegangspoort tot de MRC de Portneuf, de Portneuf Regional County Municipality.
Neuville werd gesticht in 1684. 71,7 van de 94,7 km² oppervlakte is land, de rest is water.  De inwoners worden aangeduid als Neuvillois en Neuvilloise en de plaatselijke krant is Le Soleil Brillant.
Met een landelijk karakter onderscheidt de stad Neuville zich door het belang van zijn gecultiveerde gronden die het landschap domineren. De resulterende landbouwactiviteit is waarneembaar langs Route 138, waar jaarlijks vele kiosken voor de verkoop van landbouwproducten worden bezocht door toeristen die de toeristische corridor van Route 138 en Chemin du Roy gebruiken om te genieten van het uitzicht op de St. Lawrence-rivier. De producenten van Neuville genieten ook een zeer benijdenswaardige reputatie voor de kwaliteit van hun tuinbouwproducten, met name hun suikermaïs die een gereserveerde benaming heeft. De stad Neuville wordt ook gekenmerkt door de rijkdom van zijn gebouwd erfgoed, dat vooral aanwezig is langs de route 138 en in de dorpskern met historische monumenten en huizen met Franse en Québecse inspiratie, waarvan er vele zijn geclassificeerd of erkend onder de Cultureel Erfgoedwet. Ten oosten van de gemeente ligt aan de noordelijke rivieroever het Réserve naturelle du Marais-Léon-Provancher.
De plaats onderhoudt een vriendschapsband met het Franse Neuville-de-Poitou in de regio Nouvelle-Aquitaine, departement Vienne.